# Åslög
Kvinnonamnet Åslög är ett tvåledat fornnordiskt namn med betydelsen 'lovad åt gudarna'. Den första delen av namnet, as-, är samma ordstam som as- i asagudarna och finns som Aslög i den nordiska mytologin.

## Utbredning

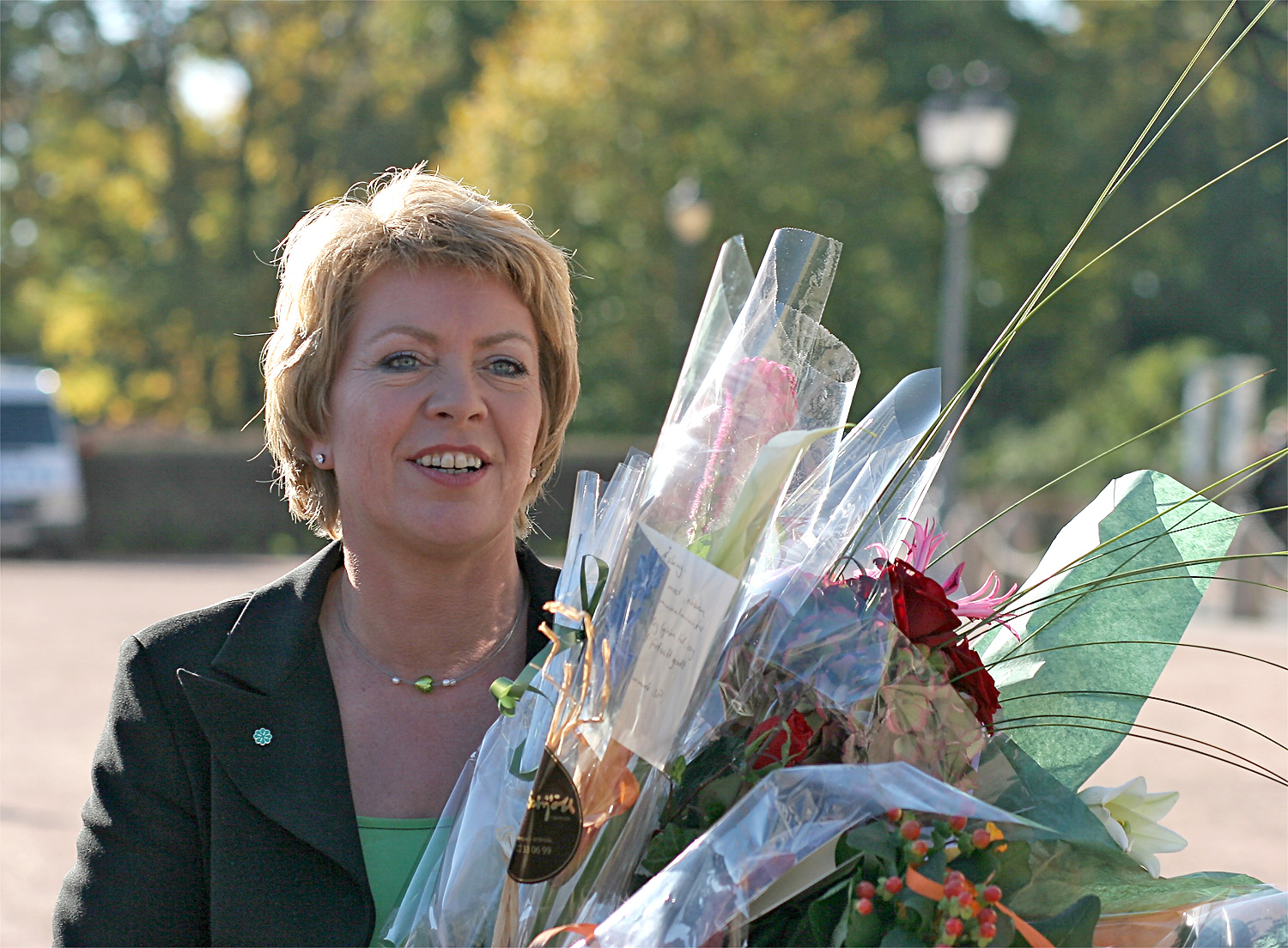
Åslaug Haga

Namnet är bland de ovanligaste kvinnonamnen som har en namnsdag. Den 31 december 2012 fanns det totalt 59 personer i Sverige med namnet Åslög, varav 26 med det som tilltalsnamn. Dessutom fanns det 81 kvinnor med namnet Aslög, varav 30 med det som tilltalsnamn och 119 kvinnor med namnet Aslaug, varav 62 med det som tilltalsnamn. År 2003 fick 1 flicka namnet, men fick det inte som tilltalsnamn. Det är dock vanligare i Norge, på Island och på Färöarna.

## Namnsdag
- Namnsdag (Sverige): 12 september, (sedan 2001, 1986–1992 8 mars, 1993–2000 30 december).
- Namnsdag (Norge): 6 januari
- I den finlandssvenska namnsdagslängden har Aslög namnsdag 13 juni sedan 1995.[2] Före det hade Aslög namnsdag 3 maj 1929–1994. 1973–1994 fanns också parallellvarianten Åslög i namnsdagskalendern.[3]

### Varianter
- Áslaug (isländska, fornnordiska)
- Aslög (svenska)
- Aslaug eller Åslaug (norska)
- Osla (vanlig namnform på Shetlandsöarna)

## Personer med namnet Åslög
- Aslaug Dahl, norsk skidåkare
- Åslaug Haga, norsk politiker (senterpartiet)